# Jerzy Szwed
Jerzy Marcin Szwed (ur. 15 czerwca 1950 w Krakowie) – polski fizyk i nauczyciel akademicki, profesor nauk fizycznych, w latach 2009–2010 podsekretarz stanu w Ministerstwie Nauki i Szkolnictwa Wyższego.

## Życiorys
Ukończył w 1973 studia na Wydziale Matematyki, Fizyki i Chemii Uniwersytetu Jagiellońskiego. W 1976 uzyskał stopień naukowy doktora, habilitował się w 1982. W 1992 otrzymał tytuł naukowy profesora nauk fizycznych. Specjalizuje się w fizyce teoretycznej.
Zawodowo związany z Uniwersytetem Jagiellońskim. Był dyrektorem Instytutu Informatyki UJ. W latach 2002–2003 pełnił funkcję dziekana Wydziału Matematyki, Fizyki i Informatyki, a w 2005 objął stanowisko dziekana Wydziału Fizyki, Astronomii i Informatyki Stosowanej. Wykładał na uczelniach zagranicznych (jako profesor wizytujący), przez ponad pięć lat przebywał na stażach naukowych we Francji, Niemczech i USA. W latach 1995–1996 był stypendystą Programu Fulbrighta. Jest autorem kilkudziesięciu publikacji i artykułów naukowych.
1 września 2009 został powołany na stanowisko podsekretarza stanu w Ministerstwie Nauki i Szkolnictwa Wyższego. 1 października 2010 zakończył urzędowanie. Został też członkiem Komitetu Polityki Naukowej, organu doradczego ministra nauki i szkolnictwa wyższego, a w 2018 przewodniczącym tego gremium.

## Odznaczenia
W 2022 odznaczony Krzyżem Kawalerskim Orderu Odrodzenia Polski.